# Remmelsohl
Remmelsohl ist ein Ortsteil von Gummersbach im Oberbergischen Kreis im südlichen Nordrhein-Westfalen, Deutschland.

## Lage und Beschreibung
Remmelsohl liegt ca. 5,0 km vom Stadtzentrum Gummersbach entfernt. Der Ort erstreckt sich am linken Ufer der Agger, die ihn von der Bundesstraße 55 trennt (Brückenzufahrt).

## Geschichte

### Erstnennung
1575 wurde der Ort das erste Mal urkundlich erwähnt und zwar "Ort in der Karte von Arnold Mercator".
Schreibweise der Erstnennung: Remelsoell